# Laddonia
Laddonia é uma cidade localizada no estado americano de Missouri, no Condado de Audrain.

## Demografia
Segundo o censo americano de 2000, a sua população era de 620 habitantes.
Em 2006, foi estimada uma população de 599, um decréscimo de 21 (-3.4%).

## Geografia
De acordo com o United States Census Bureau tem uma área de
1,4 km², dos quais 1,4 km² cobertos por terra e 0,0 km² cobertos por água. Laddonia localiza-se a aproximadamente 241 m acima do nível do mar.

## Localidades na vizinhança
O diagrama seguinte representa as localidades num raio de 16 km ao redor de Laddonia.